# 741
741(칠백사십일)은 740보다 크고 742보다 작은 자연수다.

## 수학
- 합성수로, 그 약수는 1, 3, 13, 19, 39, 57, 247, 741이다. 진약수의 합은 379이므로, 741은 부족수다.
- 96번째 쐐기수다. 앞의 쐐기수는 730, 다음 쐐기수는 742이다.
  - 29번째 홀수 쐐기수다. 앞의 홀수 쐐기수는 715, 다음은 759다.
- 38번째 삼각수다. 앞의 삼각수는 703, 다음은 780이다.
- {\displaystyle 77^{2}-1}은 741로 나누어떨어진다.

## 과학
- NGC 741(영어판): 물고기자리 방향에 있는 전파은하.
- 741 보톨피아(영어판): 소행성.

## 교통

### 항공
- 트랜스월드 항공 741편 공중 납치 사건 (1970년)

### 철도
- 서울 지하철 7호선 신대방삼거리역의 역번호.

### 도로
- 741번 지방도: 전북특별자치도 완주군 소양면에서 익산시 여산면까지 이어지는 대한민국의 지방도.
- 현도 제741호선

## 군사
- 741 해군 항공대(영어판): 과거 존재한 영국의 해군 항공대.
- U-741(영어판, 독일어판): 제2차 세계 대전에 사용된 나치 독일의 군용 잠수함.

## 문화유산
- 대한민국의 보물 제741호: 전 대구 동화사 비로암 삼층석탑 납석사리호

## 기타
- 연도: 741년, 기원전 741년